# سد بافت
سد بافت یک سد خاکی در ۴ کیلومتری شمال شرقی شهر بافت استان کرمان و بر روی رودخانه بافت (از سرشاخه‌های هلیل‌رود) قرار دارد. گنجایش دریاچه این سد ۴۰ میلیون مترمکعب است.
این طرح با هدف تأمین آب شرب شهرستان‌های بافت و بزنجان از محل مخزن سد بافت به میزان ۸٫۸ میلیون متر مکعب برای جمعیت ۱۰۰٬۰۰۰ نفری منطقه تا افق سال ۱۴۱۵، تأمین آب صنعت به میزان ۹/۲ میلیون متر مکعب، تأمین آب کشاورزی، کنترل سیلاب‌ها و روان آب‌های فصلی رودخانه بافت احداث شد.
همچنین در زمان ساخت سد، از اهداف سد انتقال آب از مخزن آن به شهرهای بزنجان و کرمان به میزان ۵۹ میلیون متر مکعب در سال بوده است.

## انتقال آب به تصفیه خانه بافت
پروژه انتقال آب شرب شهرهای بافت و بزنجان از سد مخزنی بافت به تصفیه خانه شهید سلیمانی و با هدف تأمین آب شرب میزان ۸٫۸ میلیون متر مکعب تا افق سال ۱۴۱۵ شمسی برای جمعیت حدود ۹۶٬۰۰۰ نفر اجرا خواهد شد.

## نگارخانه

سد بافت در حالت پرآبی
ورود هلیل رود به سد بافت